# Changfang
Changfang (kinesiska: 长房, 长房乡) är en socken i Kina. Den ligger i provinsen Henan, i den centrala delen av landet, omkring 360 kilometer söder om provinshuvudstaden Zhengzhou.
Genomsnittlig årsnederbörd är 1 378 millimeter. Den regnigaste månaden är juli, med i genomsnitt 253 mm nederbörd, och den torraste är december, med 18 mm nederbörd.